# ウルトラ・モーター
ウルトラ・モーター(Ultra Motor ltd)は、英国に本社を置く電動スクーターの生産、販売会社。
電動スクーターを欧州の他、アメリカ、インドなどで販売している。

## 概要
同社の製品は、高い効率のモーターを武器としている。旧東ドイツでロシア人のワシリー・シュコンディンが思いついたアイデアを元に開発されたモーターは、既存のモーターよりも高いトルクを生み出すことができる。
本社は英国、技術開発はプーシノ（ロシア）、製造、組み立て工場は中国、台湾、インドにある。

## インド
ヒーロー・グループと合弁会社を設立している。ブランド名は、「マキシ」及び「ベロシティ」。製品価格帯は750 - 900ドルで、累計販売台数は2万5千台以上（2008年4月時点）。ターゲットとする購買層は、通勤の足として使用する通勤客のほか、法律によりガソリンを燃料とする二輪車に乗れない18歳未満の者など。

## アメリカ
足がかりとして、AECFを2007年9月に買収した。価格はインドよりも高く、2200ドル製品も投入が予定されている。リチウムイオン蓄電池を搭載するなど、性能が高い。顧客は、都市住民、郊外通勤客など。